# Dreamers (Rizzle Kicks)
Dreamers è il sesto singolo ufficiale dall'album studio di debutto del duo britannico hip hop Rizzle Kicks, Stereo Typical. Il singolo è stato pubblicato nel Regno Unito il 5 agosto 2012. La canzone è stata prodotta da Ant Whiting.
È stata fatta anche una versione della canzone, conosciuta come Epic Remix, una collaborazione con Pharoahe Monch, Hines, Professor Green, Ed Sheeran, Dappy, Foreign Beggars & Chali 2na. L'Epic Remix è stato pubblicato il 1º agosto 2012, su SoundCloud.

## Video musicale
Un video musicale per accompagnare la pubblicazione di Dreamers è stato caricato su YouTube il 25 luglio 2012, con la lunghezza di 4:42. È stato diretto e filmato da Toby Lockerbie. Il video usa l'originale versione della canzone. Il video presenta riprese del duo che festeggia su un'isola deserta con un gruppo di amici. Dappy fa un'apparizione cameo nel video.

## Tracce
CD singolo promozionale
1. Dreamers – 4:38

Singolo digitale SoundCloud
1. Dreamers – 4:38
2. Dreamers (feat. Pharoahe Monch, Hines, Professor Green, Ed Sheeran, Foreign Beggars & Chali 2na) (Epic Remix) – 5:43

Singolo digitale iTunes
1. Dreamers (feat. Pharoahe Monch, Hines, Professor Green, Ed Sheeran, Foreign Beggars & Chali 2na) (Epic Remix) – 5:43
2. Dreamers (Instrumental) – 4:38
3. Dreamers (Acapella) – 4:15
4. Dreamers (Moto Blanco Remix) – 3:33

## Classifiche
| Classifica (2012)                    | Maggiore posizione |
| ------------------------------------ | ------------------ |
| UK Singles (Official Charts Company) | 103                |
| UK R&B (Official Charts Company)     | 18                 |

## Date di pubblicazione
| Nazione     | Data          | Formato           | Etichetta                |
| ----------- | ------------- | ----------------- | ------------------------ |
| Regno Unito | 5 agosto 2012 | download digitale | Universal Island Records |